# Phyllarthron articulatum
Phyllarthron articulatum là một loài thực vật có hoa trong họ Chùm ớt. Loài này được (Desf.) K.Schum. miêu tả khoa học đầu tiên năm 1895.